# حصة دروب
حصة دروب (بالإنجليزية: Droop-Quota)‏ بصيغها المختلفة، تُعتبر من الطرق الهامة المستخدمة في النظم الانتخابية وخاصة في بعض أنظمة التمثيل النسبي ومنها نظام الصوت الواحد المتحول، وتُنسب للمحامي الإنجليزي هنري ريتشموند دروب. كما تُستخدم أحيانًا في الانتخابات التي تُجرى وفقًا لطريقة المتبقي الأكبر في أنظمة التمثيل النسبي بالقوائم الحزبية (قوائم التمثيل النسبي). حسابيًا، تمثل هذه الحصة عدد الأصوات المطلوبة مقابل حصول مرشح، أو حزب، على مقعد انتخابي واحد في البرلمان. وتمثل الحصة هنا ما يسمى في بعض الأنظمة الانتخابية بالمعامل الانتخابي أو الحاصل الإنتخابي. وقد تم تطوير هذه الحصة من قبل دروب عام 1868 لاستخدامها في هذه الأنظمة الانتخابة كبديل لحصة هير.

## تعريف حصة دروب
تُعرَّف حصة دروب بأنها العدد الصحيح الناتج من قسمة البسط والمقام مضافاً إلى ه 1، حيث يُمثل البسط هنا إجمالي عدد الأصوات بينما يمثل المقام (إجمالي عدد المقاعد + 1). ولا ينبغي الخلط هنا بين العدد 1 المضاف إلى المقام والعدد 1 المضاف إلى العدد الصحيح الناتج من القسمة.
ولتمثيل هذه الحصة رياضياً نقول أن عدد الأصوات الإجمالية هو عبارة عن مجموع الأصوات السليمة التي حصل عليها جميع المرشحين أو جميع القوائم الحزبية المشاركة في الانتخابات، ويُرمز له بالحرف ص إختصاراً لـ «صوت» وبالانجليزية v إختصارا لـ "vote"، وعدد المقاعد الإجمالية عبارة عن مجموع المقاعد المتاحة للتوزيع على المرشحين أو القوائم الحزبية، ويُرمز له بالحرف م إختصاراً لـ «مقاعد» وبالانجليزية s إختصارا لـ "seats") وبذلك تكون الصيغة الرياضية لحصة درووب كما يلي:
حصة دروب = العدد الصحيح الناتج من قسمة [مجموع عدد الأصوات الصحيحة ÷ (مجموع عدد المقاعد + 1)] ويرمز له بالرمز {\displaystyle \lfloor Q\rfloor } مضافاً إليه 1. وبالرموز، تكون:
حصة دروب = العدد الصحيح الناتج من قسمة [ ص÷ (م + 1) ] + 1. أي أن حصة دروب = {\displaystyle \lfloor Q\rfloor } + 1
مثال: إذا كان مجموع عدد الأصوات 100.000 صوت وعدد المقاعد 100 مقعد، فتكون حصة دروب كما يلي:
حصة دروب = {\displaystyle \lfloor Q\rfloor } + 1
حصة دروب = [100.000÷ (100+1)] + 1 = [990,09] + 1 وباعتماد العدد الصحيح فقط الناتج عن القسمة وهو {\displaystyle \lfloor Q\rfloor }، تكون الحصة: 990 + 1 = 991 صوت لكل مقعد.

وبما أن العدد 1 مضافاً في مقام حصة دروب، فهذ الأمر يجعل حصة دروب عادة أصغر من حصة هير، وفي كل الحالات لا تكون أكبر منها إطلاقاً ولا من أي صيغة من صيغها. ولذلك، يكون الوصول إلى حصة دروب أسهل وبالتالي فإنها تُسرِّع من عملية تخصيص المقاعد.
كذلك لأننا نأخذ العدد الصحيح الناتج من {\displaystyle \lfloor Q\rfloor } ونهمل ماتبقى من الكسر فيكون الوصول إلى حصة دروب أسهل وبالتالي فإنها تُسرِّع من عملية تخصيص المقاعد. وبما أن حصة دروب أصغر من حصة هير فإنها تّعطي فرصة أفضل للأحزاب والمرشحين بالحصول على مقعد.
ومن مميزات طريقة دروب، أنها لا تؤدي إلى توزيع مقاعد أكثر مما هو متاح من المقاعد كما أن عدد المقاعد المتبيقة لن يتجاوز في كل الأحوال عدد القوائم الحزبية المشاركة في عملية التوزيع.

## الصيغ المختلفة لحصة دروب
{\displaystyle DQ1=\left\lfloor {\frac {v}{s+1}}\right\rfloor +1,} ، أي بتقريب ناتج القسمة إلى الأدنى
{\displaystyle DQ2=\left\lceil {\frac {v}{s+1}}\right\rceil +1,} ، أي بتقريب ناتج القسمة إلى الأعلى
{\displaystyle DQ3=\left\langle {\frac {v}{s+1}}\right\rangle +1,} ، أي بالتقريب القياسي لناتج القسمة.
جميع صيغ حصة دروب الثلاث قيد الاستخدام حاليًا في العديد من الدول، فمثلاً: الصيغة الأولى {\displaystyle DQ1}، تُستخدم في لوكسمبورغ، الصيغة الثانية {\displaystyle DQ2}، أستخدمت من 1981-1993 في سولوثورن في سويسرا والصيغة الثالثة {\displaystyle DQ3} وتُستخدم في سلوفاكيا. ولكن كل الصيغ الثلاث لا تخلوا من الإشكاليات، إذ أنها قد تفضي إلى توزيع مقاعد أكثر من المقاعد المتاحة للتوزيع، ولا يوجد أي من القوانين الانتخابية ذات الصلة ينظم آلية لاسترجاع المقاعد التي تم شغلها بالفعل.

## استخدام الحصة في أنظمة القوائم الحزبية
في الأنظمة الانتخابية التي يدلي فيها الناخبون بأصواتهم لمرشحي قائمة حزبية، قد ينص القانون الانتخابي على طريقة محددة لتوزيع المقاعد، تقوم على أساس طريقة حصة هير أو إحدى صيغها. وعند التوزيع الرئيسي للمقاعد، يتم تخصيص عدد من المقاعد لكل حزب بما يعادل عدد مرات تكرار حصة هير ضمن مجال عدد الأصوات الحاصلة عليها قائمة حزب؛ فعلى سبيل المثال، لو أن مجموع عدد الأصوات السليمة يساوي 1.000 صوت ومجموع عدد المقاعد 10، فتكون حصة دروب 91 صوت لكل مقعد. ولو افترضنا أن أحد الأحزاب حصل على 320 صوتاً فهذا يعني أن الأصوات التي حصل عليها هذا المرشح تشمل 3 حصص هير وكسر (3,52 حصة)، أي 3 مقاعد وجزء. ولكن لن يمنح الحزب في عملية التوزيع الأولى أو الرئيسية إلا 3 مقاعد بقدر العدد الصحيح، وبالنسبة للمقاعد المتبقية بعد عملية التوزيع الرئيسية، فيتم توزيعها من خلال عملية تعويض أخرى مستقلة لتوزيع المقاعد المتبقية على القوائم الحزبية.
عند استخدام حصة دروب تسفر نتيجة عملية التوزيع الرئيسي للمقاعد عادة إلى توزيع مقاعد أكثر ومقاعد متبقية أقل مقارنة بحصة هير.

## استخدام الحصة في نظام الصوت الواحد المتحول
عند تطويره للحصة المسماة بإسمه ركز دروب - كما فعل هير أيضا - على استخدامها في عملية توزيع المقاعد في ما يُعرف بنظام الصوت الواحد المتحول أو القابل للتحويل (STV)، والذي يقوم على أساس وجود دوائر انتخابية متعددة الأعضاء، ويكون للناخب هنا صوت واحد متعدد التفضيلات، بحسب عدد المرشحين المطلوب انتخابهم كممثلين للدائرة الانتخابية، حيث يقوم الناخبون بترتيب المرشحين على ورقة الاقتراع بالتسلسل حسب الأفضلية، وذلك من خلال قيام كل ناخب بالإدلاء بصوته بكتابة الرقم 1 لأحد المرشحين (التفضيل الأول)، الرقم 2 لمرشح آخر (التفضيل الثاني)، 3 لمرشح آخر (التفضيل الثالث)... إلخ. وفي غالبية الأحوال، تكون عملية الترتيب هذه اختيارية، حيث أن الناخبين غير ملزمين بترتيب كافة المرشحين، كما أن لهم، إن أرادوا ذلك، اختيار مرشح واحد فقط. في الجولة الأولى من العد، يتم احتساب مجموع التفضيلات الأولى التي حصل عليها كل مرشح. ويفوز بشكل مباشر المرشحون الحاصلون على عدد من التفضيلات الأولى يساوي أو يفوق حصة الأصوات المعتمدة لكل مقعد أو تتجاوزها (حصة دروب أو هير مثلاً). أما الأصوات التي تتجاوز الحصة في جولة العد الأولى فيتم إضافتها على أصوات المرشح في التفضيل الثاني المدرج مع المرشح الفائز على نفس ورقة التصويت ويعاد فرزها من جديد. وكما هو الحال في جولة العد الأولى يعتبر فائزا في جولة العد الثانية المرشح الحاصل على أصوات تساوي أو تفوق الحصة، وإذا لم يصل أي من المرشحين إلى، يتم استبعاد المرشح صاحب الحصة الأضعف، ويم إضافة أصواته على أصوات المرشح في التفضيل الثاني المدرج معه على نفس ورقة التصويت ويعاد الفرز من جديد حتى يتم توزيع المقاعد المتاحة على المرشحين الفائزين.
مثال مبسط لفهم الطريقة:
لنرى كيف تعمل حصة دروب في انتخابات الصوت الواحد المتحول. لنفترض أن عدد المقاعد المطلوب ملؤها في دائرة إنتخابية ما، مقعدين والمرشحين عددهم 3، محمد وعبد الله وشهاب، وأن عدد الناخبين 100 ناخب، أدلى كل منهم بصوت واحد ولكن البعض الآخر لديه تفضيلات احتياطية. هناك 100 ورقة اقتراع تظهر التفضيلات على النحو التالي:
| عدد الناخبين    | 60 ناخبا | 26 ناخبا | 14 ناخبا |
| الأفضلية الأولى | محمد     | عبدالله  | شهاب     |
| التفضيل الثاني  | شهاب     | محمد     | عبدالله  |

بما أن عدد الناخب هو 100 ناخب وعدد المقاعد 2، فإن حصة دروب ستكون:
العدد الصحيح من ناتج قسمة [100 ÷ (2 + 1)] +1 = 33 + 1 = 34 صوت لكل مقعد.
في جولة العد الأولى، تم عد التفضيلات الأولى المدلى بها لكل مرشح على النحو التالي:
- محمد: 60 صوت
- شهاب: 26 صوت
- عبد الله: 14 صوت

يلاحظ أن محمد حصل على 60 صوتاً، أي أكثر من حصة دروب المطلوب الوصول إليها للحصول على مقعد والمحددة بـ 34 صوتًا، وبذلك يحصل محمد تلقائياً على مقعد ويتبقى له 26 أصوات زائدة عن الحصة، لذلك يتم تحويل هذه الأصوات إلى شهاب، كونه يحتل التفضيل الثاني بعد محمد كما هو محدد في الجدول، وبالتالي تصبح الأرقام الآن كما يلي:
- شهاب: 14+26 = 50 صوت
- عبد الله: 26

وبما أن شهاب حصة شهاب أصبحت 50 صوت وتفوق بذلك حصة دروب المطلوبة والمحددة 34 فيكون شهاب هو الفائز بالمقعد الثاني في الدائرة. بينما لو طبقنا حصة هير لكان الفائز بالمقعد الثاني هو عبد الله (أنظر حصة هير)
وبالتالي فإن الفائزين سيكونان محمد وشهاب.
وبما أن حصة دروب أصغر مقارنة بحصة هير، فإن إمكانية الوصول إليها تكون أفضل، وبالتالي تكون عملية توزيع المقاعد أسهل. ولذلك فإن كل أنظمة الصوت الواحد المتحول تقريباً، تعتمد حالياً حصة دروب لتوزيع المقاعد بموجبها.